# Guardas Móveis
Os Guardas Móveis (em hebraico:  המשמר הנע), também conhecido como Manim das iniciais das palavras hebraicas, era um ramo do Notrim no Mandato Britânico da Palestina estabelecido no início da revolta árabe de 1936-1939 na Palestina para emboscar terroristas árabes e proteger assentamentos e trabalhadores judeus em seus pomares e campos.

Havia cerca de 60 unidades compreendendo 400 homens. Os manim viajavam em veículos blindados.